# S. Karonin
S. Karonin, pseudonimo di Nikolaj Elpidiforovič Petropavlovskij (in russo Николай Елпидифорович Петропавловский, С. Каронин?; Samara, 17 ottobre 1853 – Nižnij Novgorod, 24 maggio 1892), è stato uno scrittore e politico russo.

## Biografia

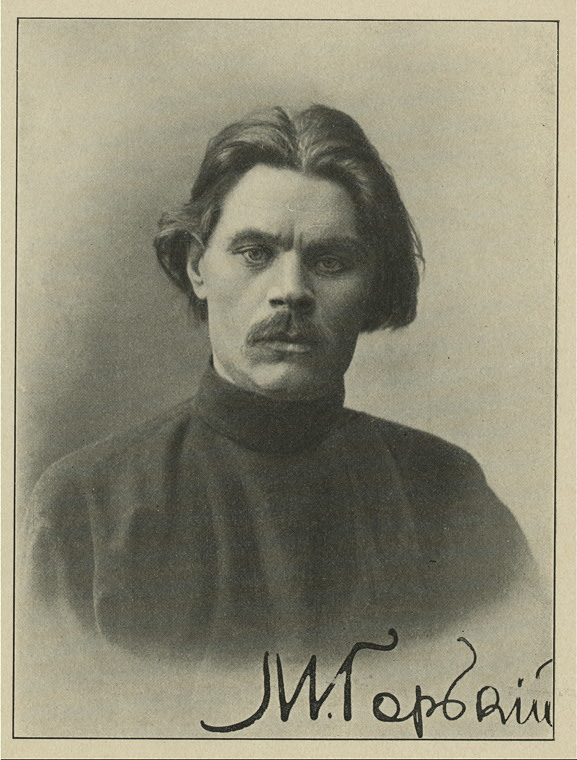
Maksim Gor'kij

Il padre di S. Karonin era un sacerdote di Samara che lo educò prima di introdurlo nel 1866 in un seminario e successivamente, nel 1872, in una scuola classica.
S. Karonin a causa del suo attivismo rivoluzionario ebbe molti problemi sociali e giudiziariː da giovane venne espulso dalla scuola e qualche anno dopo, nell'agosto del 1874, fu arrestato una prima volta e imprigionato a San Pietroburgo per tre anni.
Nell'inverno del 1879 pubblicò il saggio Muto, nel quale ironizzò sulla situazione politica del suo Paese.
Arrestato una seconda volta nel 1879, venne condannato assieme alla sua famiglia a cinque anni di esilio nella Siberia occidentale con l'accusa di attività rivoluzionaria. In questi anni di esilio visse dapprima a Kurgan e in un secondo tempo a Išim. Anche negli anni successivi visse controllato dalla polizia zarista e in una condizione di difficoltà economica.
Nel 1887 soggiornò a Ekaterinburg dove raccolse informazioni per scrivere il saggio intitolato Da un viaggio attraverso gli Urali. Dal 28 ottobre dello stesso anno visse a Nižnij Novgorod, dove incontrò Maksim Gor'kij. Due anni dopo si trasferì a Saratov, dove collaborò con il giornale Diario di Saratov.
Durante una prima fase letteraria S. Karonin descrisse prevalentemente la povera condizione dei contadini dopo la liberazione dalla servitù della gleba in tre serie di raccontiː Racconti sui secchi delle prigioni, Racconti sulle bazzecole, Dal basso in alto, tutti pubblicati tra il 1879 e il 1888.  Nelle prime due serie S. Karonin evidenziò una fiducia nelle qualità e nella forza morale dei contadini, oltreché una grande speranza di veder migliorate le loro condizioni, invece nella terza aderì agli ideali democratici dell'intelligencija populista e dedicò molta attenzione ai problemi di coscienza.
Questa sua tendenza si rafforzò nelle opere seguenti, quali La colonna signorile e Il maestro della vita dove prevalsero la figura dell'intellettuale e la dottrina tolstoiana della resistenza al male.
Le opere di S. Karonin si caratterizzarono per uno stile letterario realistico, per la descrizione di eventi e personaggi con immagini artistiche, per i dialoghi umoristici, per i toni epici e i drammi interiori.
S. Karonin si distinse anche per studi e ricerche economiche sui distretti meridionali siberiani, per i quali ricevette un premio dalla divisione siberiana della Società geografica russa, oltreché per le collaborazioni con le riviste Gazzetta russa e Il foglio di Kazan.